# Артур Джеймс Балфур
Герцог Артур Джеймс Балфур, перший герцог Балфур (англ. Arthur James Balfour, 1st Earl of Balfour) (25 липня 1848—19 березня 1930) — британський консервативний політичний діяч, прем'єр-міністр (1902—1905) і міністр закордонних справ (1916—1919), лорд-хранитель Малої печатки (1902—1903), перший лорд Адміралтейства (1915—1916).

## Біографія
Представник аристократичної верхівки, Балфур навчався в Ітоні й у Кембриджі (Триніті-коледж). Після завершення навчання був обраний до Палати громад від консервативної партії, де привернув до себе увагу красномовством. У 1879 році написав трактат «Захист філософського сумніву», де доводив перевагу релігії над наукою.
Коли його дядько Солсбері зайняв у 1885 році пост прем'єр-міністра, Бальфуру було доручено контролювати питання місцевого самоврядування. У другому кабінеті Солсбері (1886—1892) Бальфур отримав місце секретаря спочатку у справах Шотландії, а потім — Ірландії. За жорстоку протидію ідеям ірландського самоврядування отримав прізвисько «кривавого Бальфура».
У 1891 році Бальфур стає лідером парламентської більшості й першим лордом скарбниці, тобто, другою особою в уряді після власного дядька. З поверненням до влади ліберала Гладстона (1892—1894) очолив парламентську опозицію. У 1895 році Солсбері втретє очолив кабінет. У міру того, як здоров'я прем'єра погіршувалось, фактичне управління країною все більше переходило до рук його племінника.
Довівши до переможного завершення англо-бурську війну (яку він не схвалював), Бальфур у липні 1902 року змінив Солсбері на посаді прем'єр-міністра. Він підписав закон, який передавав школи у підпорядкування місцевої влади. Проблема дефіциту робочої сили на шахтах Південної Африки була розв'язана ввезенням працівників з Китаю. Умови їхнього утримання спричинили протести гуманітарного характеру. В цілому, внутрішня політика Бальфура не була популярною.
У 1904 році було створено Комітет із захисту імперії й було завершено перемовини щодо англо-французького альянсу (Антанта). Однак Бальфур не зміг скористатись цим успіхом. У стані торі між фракціями Бальфура й Чемберлена посилювались розбіжності стосовно питання вільної торгівлі. Гулльський інцидент поставив Велику Британію на межу війни з Російською імперією. У грудні 1905 року Бальфуру довелось залишити пост глави уряду, хоча він зберігав лідерство у партії до листопада 1911 року.
У розпал Першої світової війни (травень 1915 року) Асквіт сформував коаліційний уряд воєнного часу. Бальфуру у цьому кабінеті дістався пост першого лорда Адміралтейства, який раніше займав Вінстон Черчилль. У грудні 1916 року Бальфур оголосив про свою підтримку Ллойд-Джорджа. Хоч до 1919 року він займав пост міністра закордонних справ, Бальфур мало втручався до військової дипломатії й перемовин про мир. У листопаді 1917 року він підписав історичну декларацію Бальфура — «першу ластівку» створення єврейської держави у Палестині.
У 1919-22 й у 1925-29 роках Бальфур продовжував входити до складу уряду. Як лорд-президент ради він підготував рапорт Бальфура (1926), який було покладено в основу Вестмінстерського статуту 1931 року, що регламентував стосунки метрополії з домініонами Британської імперії. У 1922 році король надав Бальфуру титули графа Бальфура й віконта Трепрейна (Viscount Traprain). Його незавершені мемуари були опубліковані посмертно.

## А.Д.Балфур і Україна
Під час засідань Паризької мирної конференції 1919—1920 років говорив: Русинська більшість відстала, неграмотна і зовсім нездатна нині бути самостійною.

## Цікаві факти
- Особистим секретарем Артура Бальфура був його рідний брат Джеральд.